# Microsoft Loop
Microsoft Loop是Microsoft於2021年11月2日推出的一款團隊在线协作平台，為Microsoft 365应用程序的一部分。

## 功能
Loop的許多功能仿照協作筆記應用程序Notion，同時與Microsoft其他應用程序有更好的兼容性與同步性。